# スティーブ・ライト (シリアルキラー)
スティーブ・ライト（英語: Steve Wright）ことスティーブン・ジェラルド・ジェームズ・ライト（英語: Steven Gerald James Wright, 1958年4月24日 - ）は2006年後半にサフォークのイプスウィッチにおいて売春婦を狙って次々に殺害したイプスウィッチ連続殺人事件の犯人（シリアルキラー）。サフォーク・ストラングラー（Suffolk Strangler、「サフォークの絞殺魔」）、イプスウィッチ・リッパー（Ipswich Ripper、「イプスウィッチの殺人鬼」）として知られる。
数か月間にわたり次々と全裸の絞殺遺体が発見されたため、世界中のメディアの注目の的となり、報道が過熱した。遺体から採取された犯人のDNAから5件の遺体が同一犯によるものである事が確認されたことから、警察は前科犯DNAデータベースに登録されていたライトを割り出して、同年12月19日早朝に5人の殺害容疑で彼の自宅で逮捕した。
2008年2月、彼は5件の殺人罪で終身刑を宣告された。

## 前半生
スティーブ・ライトはノーフォークにあるアーピンガム村で、4人の子供の2番目として憲兵コンラッドと獣看護師のパトリシアの元に生まれた。兄と2人の妹がいる。父親が兵役をしていた間、家族はマルタとシンガポールの両方に住んでいた。母親は1964年にライトが6歳の時に去り、1977年に両親は離婚した。のちに両者ともに再婚している。ライトと兄は父親のもとで一緒に暮らしていた。父親はヴァレリーと再婚し、男女二人の子供をもうけた。
ライトは1974年に学校を中退し、商船のシェフの仕事につく。20歳の時、彼はアンジェラ・オドノバンと結婚した。彼らは息子マイケルをもうけたが1987年に離婚。ライトは商船の添乗員、トラックの運転手、バーテンダー、そして逮捕の直前にフォークリフトの運転手になった。元売春婦のリンディ・シンクレアは、この頃1980年代にライトに襲われたと語っている。1987年8月、32歳のダイアン・カッセルと2度目の結婚を果たすも、彼がノリッジのパブで働いていた1988年7月に別れた。
この間に、彼は南ロンドンの公営住宅の管理人もしていたが、ギャンブル癖と大量飲酒癖のためにその職を解かれた。彼は2001年に窃盗の有罪判決を受け、借金の返済のために80ポンドを盗んでいた。これは殺人前の彼の唯一の犯罪歴だった。
ライトはおもにギャンブルで大きな借金を抱えており、破産したとされている。ライトは1994年に車の中で一酸化炭素中毒で、2000年には薬を大量摂取して自殺未遂を起こしている。

## サフォーク連続殺人
ライトは2001年にフェリックストウでパメラ・ライト（同名だが家族ではない）に出会い、2004年に共にイプスウィッチへ引っ越した。ライトは、商船で添乗員をしていたころからずっと売春婦を利用してきた事を認めている。イプスウィッチでは、彼は実際に売春宿であるマッサージやサウナ施設に行ったことも認めた。彼の裁判を通して、彼は彼が犠牲者のうちの3人を含む多くの売春婦を使ったことがあると述べた。そして、彼のパートナーが夜勤を始めたことをきっかけに、近くの通りで売春婦を漁りはじめ、2006年の最後の3か月間に12人あまりを調達していた。
売春婦たちは、彼の髪の色と大柄な体格のために「背中の白いゴリラ」などとニックネームを付けていたといい、タイトな女性服を着てかつらを着用する性癖があったと述べている。のちにライトの車の後部座席に小さな血痕が見つかり、被害者のDNAプロファイルと部分的に一致した。
2006年10月30日から12月10日の間に、ライトはイプスウィッチで売春婦5人を殺害した。法医学的証拠により、12月19日に逮捕。殺人の時には、ライトはフォークリフトの運転手として働いていた。彼は2008年2月21日に5人全員の殺害で有罪となった。翌日、彼は終身刑を宣告され、裁判官は決して釈放されるべきではないと勧告した。
2008年3月19日、ライトが彼の有罪判決を上訴することが発表されたが、2009年2月2日、ライトはこの上訴訴訟を取り下げることを決定したと発表された。

## 他の犯罪との関連
ライトはまだ他の未解決の殺人や失踪に関連して調査されている。